# Стаси
Стаси (укр. Стасі) — село,
Стасивский сельский совет,
Диканьский район,
Полтавская область,
Украина.
Код КОАТУУ — 5321084901. Население по переписи 2001 года составляло 2124 человека.
Является административным центром Стасивского сельского совета, в который, кроме того, входят сёла
Гавронцы,
Глоды,
Каменка,
Михайловка и
Слиньков Яр.

## Географическое положение
Село Стаси находится в 2-х км от правого берега реки Ворскла.
Примыкает к сёлам Гавронцы, Каменка и Слиньков Яр.
Рядом проходит автомобильная дорога Н-12.

## Экономика
- СП «Dupont».
- ЗАО «Полтавская птицефабрика».
- «Агробаланс», ООО.
- «Стаси», ООО.
- ООО «Интерагросервис».
- Стасовский комбинат коммунальных предприятий.

## Объекты социальной сферы
- Детский сад «Пролісок».
- Стасивськая гимназия им. М. К. Башкирцевой.
- Дом культуры.
- «Сорочин яр», горнолыжный стадион.
- Готель «УЮТ».

## Религия
- Свято-Георгиевский храм.

## Галерея

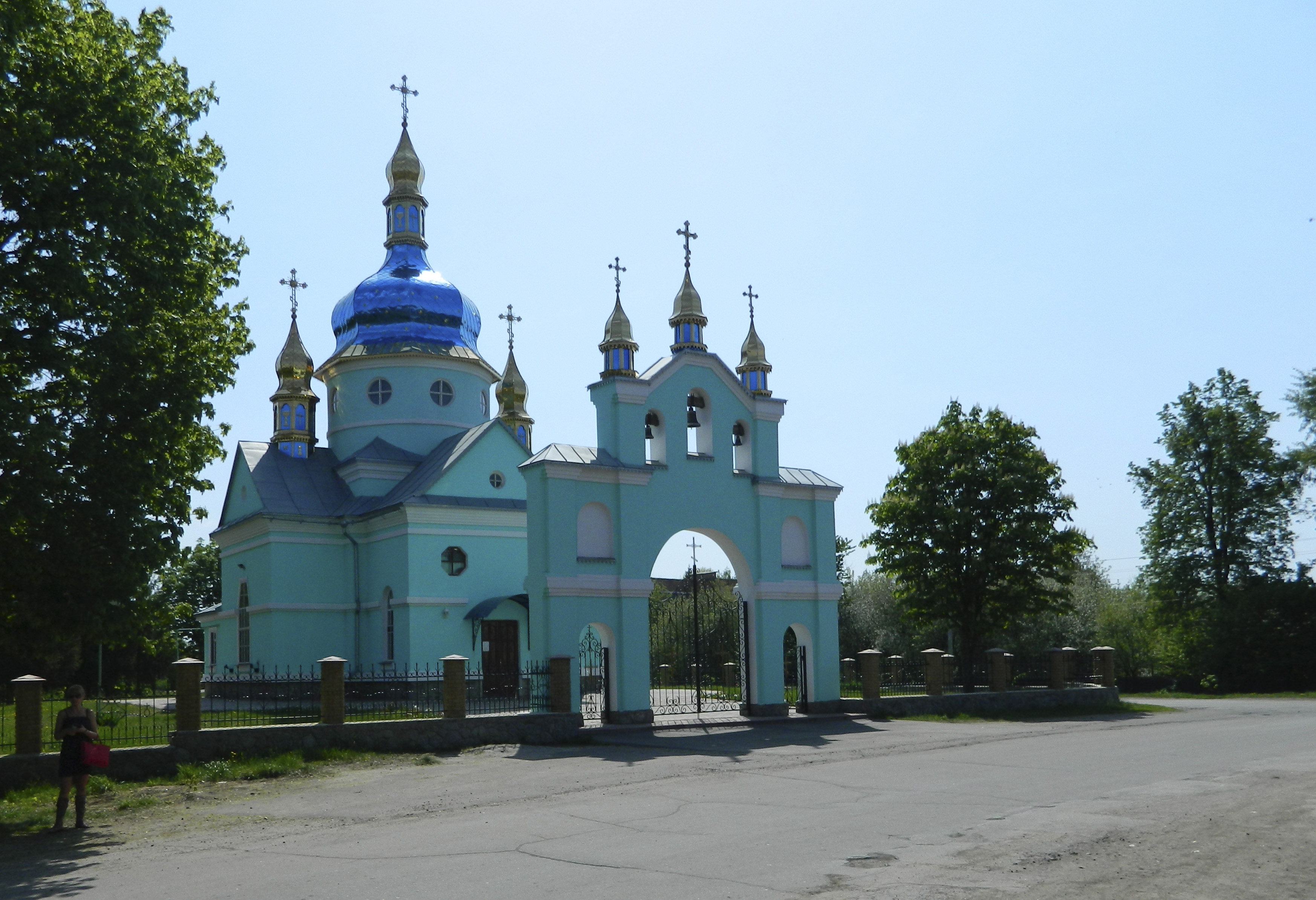
Свято-Георгиевский храм
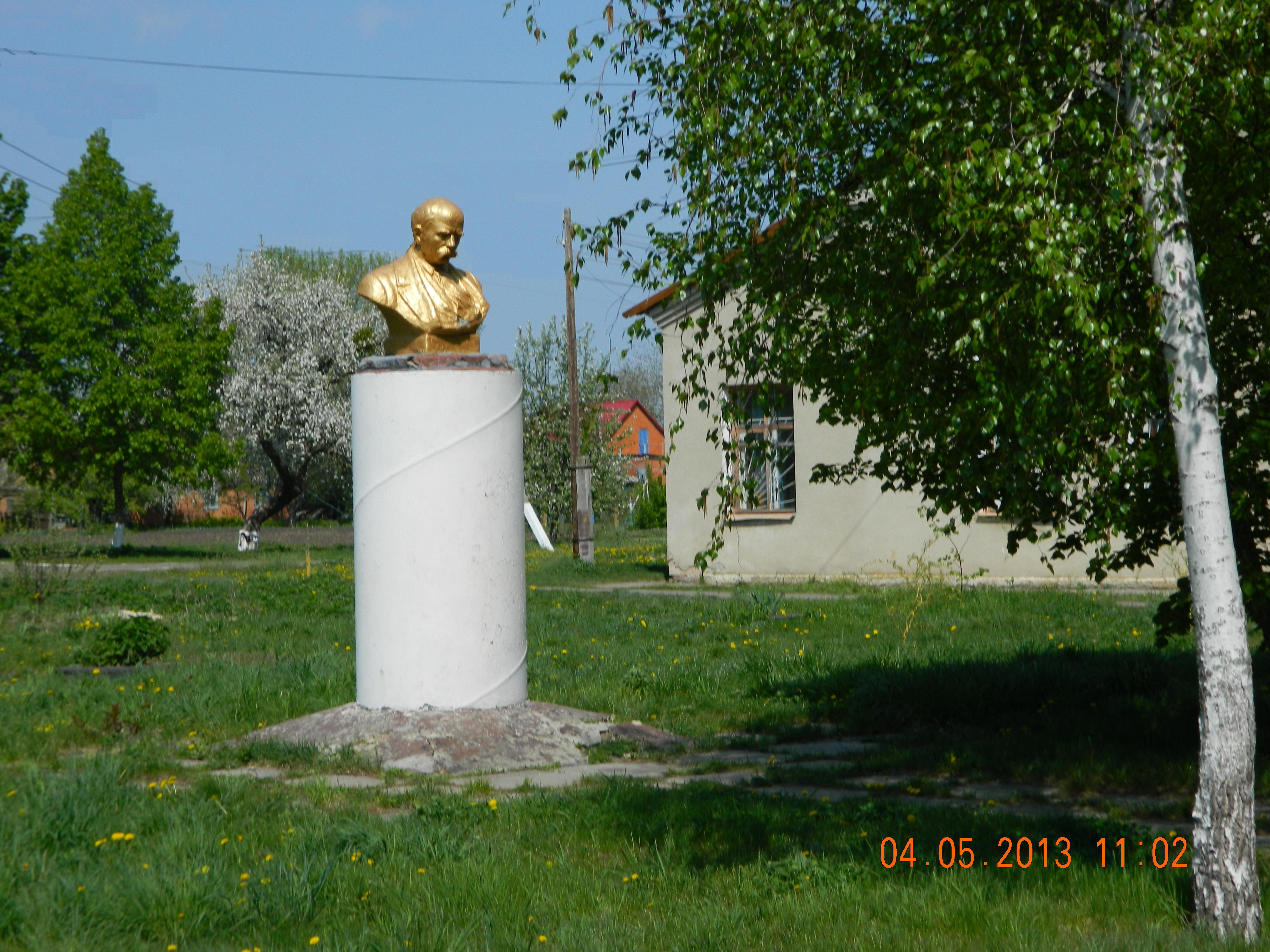
Памятник Тарасу Шевченко